# Adrian Mierzejewski
Adrian Mierzejewski (Olsztyn, Polonia, 6 de noviembre de 1986) es un futbolista internacional polaco que juega de centrocampista en el Henan Songshan Longmen de la Superliga de China. 

## Selección nacional
Ha sido internacional con la selección de fútbol de Polonia, ha jugado 41 partidos internacionales y ha anotado 3 goles.

## Clubes
| Club                        | País           | Año       |
| --------------------------- | -------------- | --------- |
| Stomil Olsztyn              | Polonia        | 2003      |
| Wisła Płock                 | Polonia        | 2004-2009 |
| Zagłębie Sosnowiec (cedido) | Polonia        | 2007      |
| Polonia Varsovia            | Polonia        | 2009-2011 |
| Trabzonspor                 | Turquía        | 2011-2014 |
| Al-Nassr                    | Arabia Saudita | 2014-2016 |
| Al Sharjah                  | EAU            | 2016-2017 |
| Sydney F. C.                | Australia      | 2017-2018 |
| Changchun Yatai             | China          | 2018-2019 |
| Chongqing Dangdai Lifan     | China          | 2019-2022 |
| Guangzhou R&F (cedido)      | China          | 2020      |
| Shanghái Shenhua (cedido)   | China          | 2021      |
| Henan Songshan Longmen      | China          | 2022-     |